# بيليكي (بولتافسكا)
بيليكي (Білики) هي مدينة في مقاطعة بولتافسكا في أوكرانيا.
يبلغ عدد سكانها حوالي 5367 نسمة.

## أعلام
- جورجي أبولونوفيتش جابون